# Muscolo vasto mediale
Nell'anatomia umana il muscolo vasto mediale è un muscolo che fa parte dei muscoli anteriori della coscia ed è uno dei quattro muscoli del quadricipite femorale.

## Anatomia
Si trova fra il muscolo vasto laterale da una parte ed il setto intermuscolare antero-mediale ed il muscolo adduttore lungo dall'altra.
Gli altri muscoli che compongono il muscolo quadricipite femorale sono:
- Muscolo retto femorale
- Muscolo vasto intermedio
- Muscolo vasto laterale

## Funzioni
Grazie alla sua azione si riesce a stendere la gamba, inoltre regola in parte l'articolazione del ginocchio.